# 柳井等
柳井 等（やない ひとし、1919年（大正8年）7月28日 - 1999年（平成11年）2月6日）は、日本の実業家。ファーストリテイリングの前身・小郡商事の創業者。小郡商事会長。通産大臣を務めた政治家田中龍夫の後援会長。ファーストリテイリング代表取締役会長兼社長柳井正の父。

## 経歴
山口県吉敷郡陶村（現山口市陶）出身の父・柳井周吉は牛馬商を営んでいた。等は11人兄弟姉妹の8男である。生家は貧しかった。高等小学校を卒業すると進学をあきらめ、京都で飲食業をやっていた兄を頼って、洋服屋の丁稚奉公をはじめた。
徴兵されて中国で8年ほど過ごしたあと、小郡に帰った。暫くは兄（長男）の家で過ごす。4番目の兄・政雄から小郡商事の繊維・洋服部門を任された。1949年、宇部で「メンズショップ小郡商事」という紳士服店を開業した。
1963年、資本金600万円で「小郡商事株式会社」を設立。建設業、喫茶店経営などと業容を拡大した。自ら建設会社の会長となり、炭鉱業が廃れて職に困っていた労働者に職を作ってあげた。1984年、脳溢血で倒れた。1999年、死去。享年79。正は弔辞で「父は僕の人生最大のライバルでした」と述べた。遺産は定期預金の残高だけで6億円にのぼった。

## 人物

### 人柄
等は勉強がよくできたため、高等小学校が終わると、「町がお金を出して上の学校に行かせてやろう」という話があった。しかし兄のうちの一人から「町にお金を出してもらったら、一生町の者に頭が上がらんようになるからやめとけ。」と言われて進学をあきらめた。学歴がなかった等は息子の正に期待をかけた。
宇部興産社長中安閑一と親しかった。等を同社の「裏の重役」、「影の権力者」と呼ぶ人もいた。中安の息子によれば等は「人望厚い魅力的な人だった」という。大物政治家や地元の大企業のトップともつながりができ、街の顔役として幅を利かせるようになった。息子の正によれば「父は気性が激しく厳しい人だったので、できるだけ会わないようにして過ごしていた。」という。
等は暴力団一松組の組長が代表を務めていた真締産業という会社に役員として入ったり、極道上がりの若者たちが事業を立ち上げるのを助けてあげた。一松組と近づきになってからいつもヤクザと並んで歩いていた。

### 小郡商事
小郡商事には、兄・政雄が創業した「小郡商事」と等が創業した「小郡商事」がある。1946年に兄・政雄が創業した小郡商事は金物や日用雑貨などを扱う会社であったが、等が戦地から復員すると、この小郡商事の繊維・洋服部門を任された。そこで経験を積んだ等は1949年、「メンズショップ小郡商事」を開業した。
1963年に資本金600万円で「小郡商事株式会社」を設立した。小郡商事は、宇部随一の繁華街・銀天街にあった。一階が店で、二階には等の家族と一緒に住み込みの者がいた。正が入ったころの小郡商事は紳士服店とカジュアル店の2店舗からなり、年商1億円程度だった。小郡商事の番頭をつとめた千田によれば「山口から広島にかけての個人商店としては、よく売る店として知られていた。大手の取引先であるレナウンやミズノなどはうちがよく売るもんだから、仕入の掛け率を70から68に下げてくれた。」という。

## 家族・親族
柳井家
山口県山口市陶、同市小郡下郷、宇部市中央町、東京都渋谷区
- 父・周吉（牛馬商）[4]
- 妻
- 兄・政雄（部落解放運動家、実業家、政治家）[4]

1908年 - 1998年
山口市議になったあと、部落解放全国委員会山口県連合会の委員長に就任。
1960年、全日本同和会会長に就任。
- 他 兄弟姉妹10人

- 長男・正（実業家）[3]

1949年 -
- 娘[3]
- 孫
- 叔父・傳一

山口県水平社の聯盟本部役員を務めた。